# 泰兰河畔蒙特勒伊
泰蘭河畔蒙特勒伊（法語：Montreuil-sur-Thérain，法語發音：[mɔ̃tʁœj syʁ teʁɛ̃]）是法国瓦兹省的一个市镇，属于博韦区。

## 地理
泰兰河畔蒙特勒伊（49°22'50"N, 2°11'36"E）面积1.47 平方千米，位于法国上法蘭西大區瓦兹省，该省份为法国北部内陆省份，北起索姆省，西接厄尔省和滨海塞纳省，南至塞纳-马恩省和瓦兹河谷省，东临埃纳省。
与泰兰河畔蒙特勒伊接壤的市镇（或旧市镇、城区）包括：泰兰河畔巴约勒、维莱圣塞皮尔克、瓦尔吕。

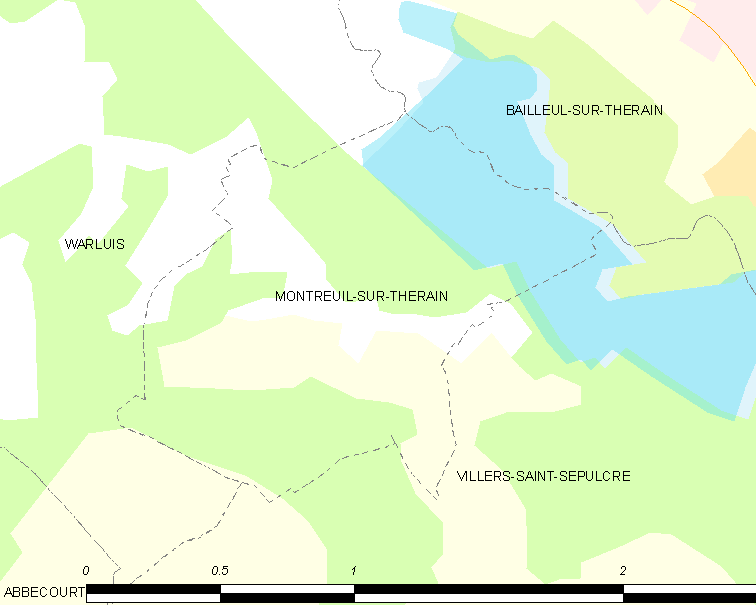
泰兰河畔蒙特勒伊的OSM定位图

泰兰河畔蒙特勒伊的时区为UTC+01:00、UTC+02:00（夏令时）。

## 行政
泰兰河畔蒙特勒伊的邮政编码为60134，INSEE市镇编码为60426。

## 政治
泰兰河畔蒙特勒伊所属的省级选区为韦克桑地区肖蒙县。

## 人口

1962-2008年间泰兰河畔蒙特勒伊人口变化图示

泰兰河畔蒙特勒伊于2022年1月1日时的人口数量为244人。